# Ove Karlsson (musiker)
Nils Ove Karlsson, född 17 juli 1946 i Smedjebacken, Norrbärke socken, död 22 oktober 2017 i Orsa, var en svensk musiker och arkivarie.
Karlsson var under 1970-talet medlem i gruppen Arbete & Fritid, i vilken han sjöng och spelade bland annat bas, gitarr och cello och med vilken han turnerade flitigt. Han var yrkesverksam som arkivarie, bland annat på Mora Bygdearkiv, och bosatt i Dalarna.
Karlsson var gift och hade fyra barn.